# أحمد سمتر
أحمد سمتر (بالإنجليزية: Ahmed Samater)‏ ولد في 13 يناير 1980 في الخبر، المنطقة الشرقية، هو لاعب كرة سلة سعودي محترف يلعب حاليا لنادي الهلال في الدوري السعودي الممتاز لكرة السلة.

## سجل الفرق
- الأهلي البحريني 2004-2005
- القادسية 2005-2008
- الهلال 2009-